# 奧齊戈縣 (紐約州)
奧齊戈縣（英語：Otsego County）是美国纽约州中部的一個縣，面積2,597平方公里。根據2020年美國人口普查，共有人口58,524人。縣治库珀斯敦。該縣成立於1791年2月16日，縣名來自印第安語，意思是「多石之地」。本區以旅遊業與乳品業為經濟支柱。